# 린자화
린자화(林嘉華, 임가화, 영문명은 Dominic Lam, 1957년 4월 2일 ~ )는 중화인민공화국 홍콩 특별행정구의 영화배우, 텔레비전 연기자, 가수, 방송인, 디스크 자키이다.

## 생애
1978년 텔레비전 드라마에서 연기자 데뷔하였으며 이듬해 1979년 가수 데뷔한 바 있고 1981년 영화 《불준도두(不准掉頭)》의 주연으로 영화배우 데뷔하였다.
이후 그는 한때 캐나다에 거주하였다가 나중에 홍콩으로 귀국하였다.
그는 2009년 영화 《라스트 프로포즈》의 사기아성 역으로 중화권에 널리 알려져 있다.

## 출연작
- 음양착Q판
- 마경
- 절청풍운 3
- 절청풍운
- 유랑한세계배
- 라스트 프로포즈
- 남아본색
- 구교구
- 황비홍의 여인 (드라마)
- 철마심교 (드라마)
- 욕망의 도시 (드라마)
- 긴급출동 E.U (드라마)
- 사조영웅전 1994 (드라마)